# El Solervicens
El Solervicens és un mas del municipi de Navarcles (Bages) que forma part de l'Inventari del Patrimoni Arquitectònic de Catalunya.

## Descripció
És una construcció de planta irregular, amb diferents cossos adossats: galeria, cobert amb premsa, celler, masoveria i estables. Els murs són fets amb pedra petita excepte totes les obertures i cantonades, construïdes amb grans carreus de pedra tallada. Coberta amb un teulat a doble vessant i tres pisos. Així, trobem la galeria del segle xvii amb pilars de pedra, les tines i estables del segle xviii i l'oratori de 1924. L'interior conserva una gran sala, una de les més grans de la comarca.

## Història
El mas es troba citat per primera vegada l'any 1170 amb el nom de Soler i almenys des de 1253 ha mantingut el nom de Solervicens. El mas era un alou del proper monestir de Sant Benet de Bages. La part més antiga de la casa sembla que és l'actual celler. Arran de la Pesta Negra al s.XIV el mas va patir una profunda crisi i va quedar buit. Al s. XV hi va anar a viure una altra família que van agafar el nom del mas i des d'aleshores fou un dels masos més importants de la població. Era l'únic mas en el sentit tradicional que estava als afores del poble i tenia les terres al seu voltant. Als S. XVI i XVII s'eixamplà de forma considerable (Sala, galeria), tot i la crisi existent. Al XVIII s'hi feren les tines, habitacions del primer pis i estables als baixos.
Al segle xix el mas va augmentar el seu patrimoni gràcies a dos casaments hereu-pubilla que van aportar a Solervicenç el mas Coll Granera i el mas Sala de Santa Eugènia de Berga. El 1874 hi havia pubilla a Solervicenç que es va casa amb Miquel Vila Mas hereu del mas Bellvehi de Calders que s'afegí al patrimoni juntament amb el mas Serramalera. El 1890 la família Solervicenç construí una petita fàbrica a Bellvehí aprofitant l'aigua del riu Calders per aprofitar els avantatges de la industrialització tèxtil.
L'any 1924 s'hi fa un oratori dedicat al Sagrat Cor.
Durant la Guerra Civil la casa fou confiscada i col·lectivitzada i s'hi van instal·lar refugiats de guerra, també fou saquejada i robaren tot el que tenia de valor. La família Solervicenç ha continuat vivint al mas, ha fet importants donacions a Navarcles com els terrenys de l'Escola Santa Maria i els de l'Escola Vermella, també van donar el permís per obrir pous d'on s'obté una part de l'aigua que es beu a Navarcles i també han deixat durant molts anys que els navarclins poguessin gaudir de la Font Nova i de Solervicenç, situades dins del mas.